# Arrhopalites ulehlovae
Arrhopalites ulehlovae is een springstaartensoort uit de familie van de Arrhopalitidae. De wetenschappelijke naam van de soort is voor het eerst geldig gepubliceerd in 1970 door Rusek.